# 张前东
张前东（1966年10月—），四川省营山县人，中国共产党党员，原重庆鱼田堡煤矿103队队长。2002年6月13日，鱼田堡煤矿西侧的刘家河河床突然塌陷，导致鱼田堡煤矿被水淹没，张前东在井下经过7个小时后，带领井下63名矿工成功升井，因此获得2002年第一届感动中国年度人物奖。

## 生平

### 早年
1966年10月，张前东出生于四川营山，1988年参加煤矿工作。

### 鱼田堡煤矿透水事故
2002年6月13日凌晨，重庆南桐矿物局鱼田堡煤矿附近开始突降暴雨，10小时内的降水量达到了130毫米。
上午8时，张前东准备下班，发现井下出现了透水情况。在意识到还有人在井下工作时，便返回到深井中去寻找同事（寻找的那四人都是刚刚调来工作，对井下情况并不熟悉）。当时的井下涌水量为1万立方米每小时，这表示四五个小时后井下主作业区就会被淹没。
11时40分，井下的排水系统被涌水冲毁，水开始加速上涨。张前东准备下到井下800米检查“42区”中是否还有人被困。等到了“42区”时，井下750米内的巷道积水已经有180厘米深。在发现无人后，张前东开始返回，下午2时，张前东返回到井下500米处，而此时，井下616米处已经完全被水淹没。
返回到500米主巷道时，巷道处已经聚集了大约50人左右，张前东带着他们从主巷道向东逃生，但是水越来越深，最后井下矿工抓着巷道便的管道向前行进。最后张前东带着一组矿工于下午5时成功升井。当日井下973名矿工共有3人遇难。
|                        | 他在灾难发生的时候做出了一个伟大的选择，虽然他自己已经远离了死亡的阴影，但他却又一次奔向了死神，为的是把生命的阳光同样带给在死神面前挣扎的同伴。他无畏、清醒、果敢，他的人格光辉照亮了黑暗的矿道，照亮了几百个矿工的生命，更照亮了人们的心灵。 |
| ——感动中国张前东颁奖辞 | |

### 《感动中国》之后
张前东2003年获得“五一”劳动奖章和“振兴重庆争光贡献奖”，2005年荣获中国全国劳动模范称号。后任重庆万盛区第十六届人大代表和南桐矿业公司九锅箐林业综合分公司经理。